# Китайсько-індійська війна
Кита́йсько-інді́йська війна́  — війна, що відбулась у 1962 році між Китайською Народною Республікою та Індією через дві ділянки території вздовж (неврегульованого на той час) індійсько-китайського кордону. В ході війни китайські війська повністю зайняли спірні території, після чого було оголошено про припинення вогню.